# Nosovski
Nosovski je priimek več oseb:
- Gleb Vladimirovič Nosovski (* 1958), ruski matematik
- Nauma Emmanuilovič Nosovski, sovjetski general